# Bejstrup Sogn
Bejstrup Sogn er et sogn i Jammerbugt Provsti (Aalborg Stift).
I 1800-tallet var Bejstrup Sogn anneks til Aggersborg Sogn. Trods annekteringen dannede Bejstrup ikke sognekommune med Aggersborg Sogn, men med Haverslev Sogn. Alle 3 sogne hørte til Øster Han Herred i Hjørring Amt. Haverslev-Bejstrup sognekommune blev ved kommunalreformen i 1970 indlemmet i Fjerritslev Kommune, som ved strukturreformen i 2007 indgik i Jammerbugt Kommune.
I Bejstrup Sogn ligger Bejstrup Kirke.
I sognet findes følgende autoriserede stednavne:
- Bejstrup (bebyggelse, ejerlav)
- Bejstrup Nørrevang (bebyggelse)
- Bejstrup Søndervang (bebyggelse)
- Blegebrønde (bebyggelse)
- Fruemose (bebyggelse)
- Manstrup (bebyggelse, ejerlav)
- Manstrup Mark (bebyggelse)
- Siggårdsholm (bebyggelse)
- Sønderstrupgårds Mark (bebyggelse)